# Alessandro Baudi di Vesme
Alessandro Baudi di Vesme (Torino, 23 maggio 1854 – Torino, 27 agosto 1923) è stato uno storico dell'arte italiano.

## Biografia
Figlio del conte Carlo (1809-1877), storico, uomo di stato e senatore del Regno sabaudo dal 1850, ebbe una formazione improntata verso gli studi letterari e nel 1879 entrò nell'Archivio di Stato di Torino come allievo ricercatore. Qui poté dare un contributo sostanziale alla ricerca riguardante la storia dell'arte locale e, grazie a una capillare ricerca tra i documenti della Casa Reale e alle ricevute dei pagamenti, riuscì a ricostruire le commissioni affidate dai Savoia ai vari artisti per la produzione di dipinti, sculture e palazzi. Non tralasciò di documentare i rapporti intercorsi tra gli artisti locali e quelli del resto d'Europa, dedicando un'ampia ricerca al ritrattista della casa reale, il pittore fiammingo Antoon van Dyck. Nel 1887 rivestì l'incarico di vice-direttore della Galleria Sabauda diventandone poi direttore l'anno seguente quando morì il predecessore Cecilio Arpesani anche se dovette aspettare il 1895 perché gli venisse riconosciuto il titolo effettivo.
Tra le varie ricerche a cui si dedicò vi sono quelle relative ai pittori Giovanni Martino Spanzotti, Defendente Ferrari, Giovan Francesco Caroto e l'architetto veronese Michele Sanmicheli. Si occupò anche di intraprendere un sostanziale riordinamento della pinacoteca adottando criteri nuovi e una schedatura considerata efficiente e copiata da altre gallerie.
Non gradito dal regime fascista, la sua morte passò pressoché inosservata: morì il 27 agosto 1923 nella sua città natale dopo essersi ritirato dalla carica di direttore della pinacoteca e soprintendente degli oggetti d'arte del Piemonte e della Liguria.